# Ван Чжунъюй
Ван Чжунъюй (кит. 王忠禹, пиньинь Wang Zhongyu, палл. Ван Чжунъюй; вар. — Чжунюй; род. в феврале 1933, г. Чанчунь, пров. Гирин) — политик КНР. В 2003—2008 годах 1-й зампред ВК НПКСК, в 1998—2003 годах член и ответственный секретарь Госсовета КНР, а также ректор Национальной школы администрации (Пекин), в 1993—1998 годах председатель Госкомитета по делам экономики и торговли КНР.
Член КПК с мая 1956 года, член ЦК КПК 14, 15 созывов (кандидат 13 созыва).

## Биография
В 1950-53 гг. учился в Шэньянской профессиональной школе лёгкой промышленности.
В 1953-80 годах работал на Гиринском бумажном комбинате: техник, замначальника цеха, инженер, замдиректора и главный инженер.
В 1980-81 годах замначальника Гиринского провинциального № 1 бюро лёгкой промышленности.
В 1981-82 гг. обучался в Центральной партийной школе.
В 1982-82 гг. директор и парторг Гиринского провинциального первого департамента лёгкой промышленности.
В 1983-85 гг. начальник исследовательского офиса и член Посткома — ответсекретарь Гиринского провинциального парткома.
С 1985 г. заместитель, в 1988-92 годах губернатор и замглавы парткома провинции Гирин.
В 1992—1993 годах директор и парторг канцелярии Госсовета КНР по делам экономики и торговли.
В 1993—1998 годах председатель Госкомитета по делам экономики и торговли Китая.
В 1998—2003 годах член и ответственный секретарь Госсовета КНР. В эти же годы ректор Национальной школы администрации (Пекин).
В 2003—2008 годах первый (по перечислению) зампред ВК НПКСК, занимался внешнеполитической деятельностью.
Член Постоянного комитета Президиума 17-го Всекитайского съезда КПК (2007).